# Prasonica insolens
Prasonica insolens là một loài nhện trong họ Araneidae.
Loài này thuộc chi Prasonica. Prasonica insolens được Eugène Simon miêu tả năm 1909.